# Laderholz
Laderholz ist ein niedersächsisches Dorf, das in der Region Hannover liegt und seit 1974 ein nördlicher Stadtteil von Neustadt am Rübenberge ist. Laderholz gehört mit den Stadtteilen Bevensen und Büren zur Ortschaft Bevensen.

## Geografie
Die Gemarkung von Laderholz umfasst 870 Hektar Fläche, von denen 380 ha für Ackerbau genutzt werden. Nahe dem Kerndorf liegen innerhalb der Gemarkung die Ansiedlungen Brunnenborstel und Baumühle sowie der ehemalige Ort Vorthof. Es gibt rund 90 Häuser und Höfe in Laderholz.

## Geschichte
Urnenfunde vom Typ „Nienburger Tasse“ dokumentieren, dass das Gebiet von Laderholz schon in der älteren Eisenzeit vor etwa 2500 Jahren von einer bäuerlichen Bevölkerung besiedelt war. Die erste bekannte schriftliche Erwähnung des Ortes findet sich in einer Urkundensammlung des Klosters Corvey aus der Amtszeit von Abt Erkenbert, 1107–1128. Danach spielte die Villikation Laderholz (Laerholte) eine hervorgehobene Rolle im Güter- und Abgabensystem des Klosters, ähnlich wie die benachbarten Villikationen Suttorf und Wulfelade. 1167 wird in einer Schenkungsurkunde an das Bistum Minden eine Mühle bei Laderholz (molendium iuxta Larholte) erwähnt. Etwa bis zum ausgehenden 14. Jahrhundert verblieb Laderholz beim Kloster Corvey, bevor es an den Landesherrn in Neustadt und später in Hannover überging. Das Dorf wurde vom Amt Wölpe bis zu dessen Auflösung 1858 verwaltet. In der Dorfgeschichte gab es zwei besonders wichtige Ereignisse:
- Durch die Verwüstungen des Dreißigjährigen Krieges, im Zusammenhang mit den Belagerungen von Neustadt am Rübenberge und Nienburg zwischen 1625 und 1627, wurden 13 von 20 Höfen (darunter acht der vier Voll- und acht Halbmeierhöfe) weitgehend zerstört. Einer der beiden Vollmeierhöfe in Brunnenborstel ist gebrandschatzt worden, der Meierhof in Baumühle (Poppenmöhle) wurde geplündert. Der Wiederaufbau dauerte mehrere Jahrzehnte.

- Bei der Agrarreform im Königreich Hannover um 1830 wurden die Bauern von den Hand- und Spanndiensten befreit. Sie wurden zu Grundherren des von ihnen bewirtschafteten Landes. Zu der Zeit gab es in Laderholz etwa 30 Höfe, neben den zwölf Meierhöfen eine Reihe von (nach der Chronologie ihrer Entstehung) Kötner-, Brinksitzer- und Anbauerstellen. Fast die Hälfte der Dorfeinwohner zählte in der Mitte des 19. Jahrhunderts allerdings zu der landlosen, unterbäuerlichen Schicht der Häuslingsfamilien, die zu einem erheblichen Teil im Laufe der folgenden Jahrzehnte in nahegelegene Städte mit aufstrebenden Industrien, Hannover und Neustadt, abwanderte.

Bei der Volkszählung vom 13. September 1950 ergab sich, dass im Ort 579 Einwohner in 165 Haushalten lebten.
Am 1. März 1974 wurde Laderholz in die Stadt Neustadt am Rübenberge eingegliedert.
2007 fand eine 900-Jahr-Feier des Dorfes mit fast 3000 Besuchern statt.

## Politik

### Ortsrat
Der gemeinsame Ortsrat von Bevensen, Büren und Laderholz setzt sich aus zwei Ratsfrauen und fünf Ratsherren zusammen. Im Ortsrat befinden sich zusätzlich 20 beratende Mitglieder.
Sitzverteilung:
- CDU: 4 Sitze
- SPD: 3 Sitze

(Stand: Kommunalwahl 11. September 2016)

### Ortsbürgermeister
Der Ortsbürgermeister ist Hartmut Evers (CDU). Sein Stellvertreter ist Henno Hasselbring (CDU).

## Kultur und Sehenswürdigkeiten
Laderholz hat viele seiner dörflichen Wesenmerkmale bewahrt, was sich im Gemeinschaftssinn und in der Nachbarschaftshilfe sowie in den Aktivitäten verschiedener Verbände und Vereine, wie z. B. des Realverbandes und des Landfrauenvereins, zeigt. Dies trug dazu bei, dass das Dorf 1982 und 1994 den Wettbewerb Unser Dorf soll schöner werden auf Kreisebene gewann. 1990 wurde eine Interessengemeinschaft zur Rettung der Laderholzer Wassermühle gegründet, welche die Restaurierung der überregional bedeutsamen Wassermühle übernahm.

### Bauwerke
- Die am Ortsrand an der Alpe, einem Zufluss der Aller, gelegene Wassermühle, 1544 unter dem Wölper Vogt Claus von Rottorp als Amts- und Zwangsmühle angelegt, ist 1738 grundlegend umgebaut worden. Dieser Umbau, mit einem zeitweilig kombiniert unter- und oberschlächtigen Räderwerk, bildet den Kern der heutigen Wassermühle.[8]

- Nach Aufzeichnungen der Kirche zu Mandelsloh wurde spätestens ab Mitte des 17. Jahrhunderts in Laderholz Schulunterricht erteilt. Das 1827 erbaute Schulgebäude ist 1956 abgebrochen worden. Die Schule von 1956 wird heute als Dorfgemeinschaftshaus genutzt.
- Eine Laderholzer Kapelle wurde bereits 1543 erwähnt, die jetzige Kapelle wurde im Jahr 1885 etwa 50 m nördlich errichtet.[9]
- Darüber hinaus gibt es bemerkenswerte Bauernhöfe.

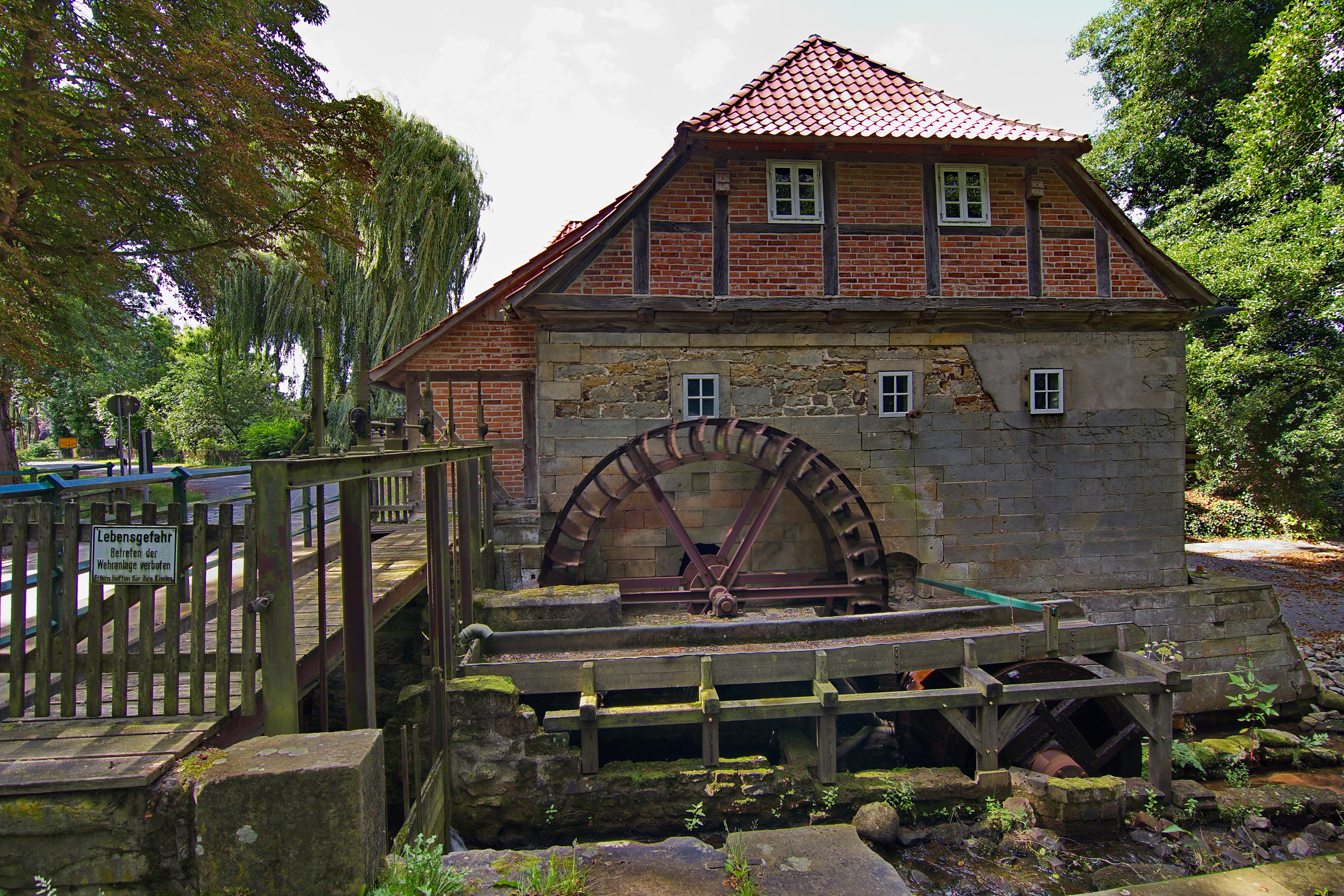
Wassermühle Laderholz
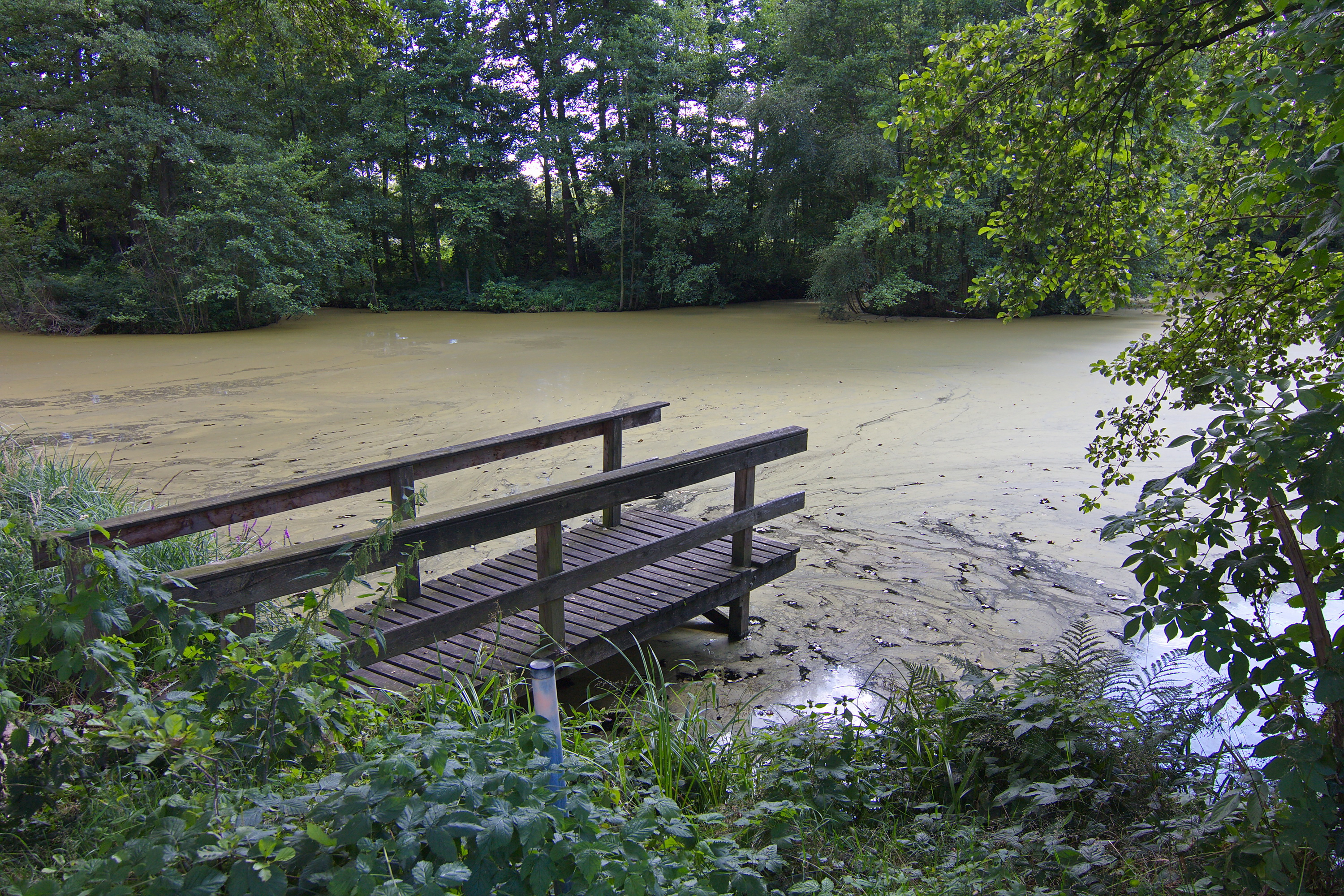
Mühlteich
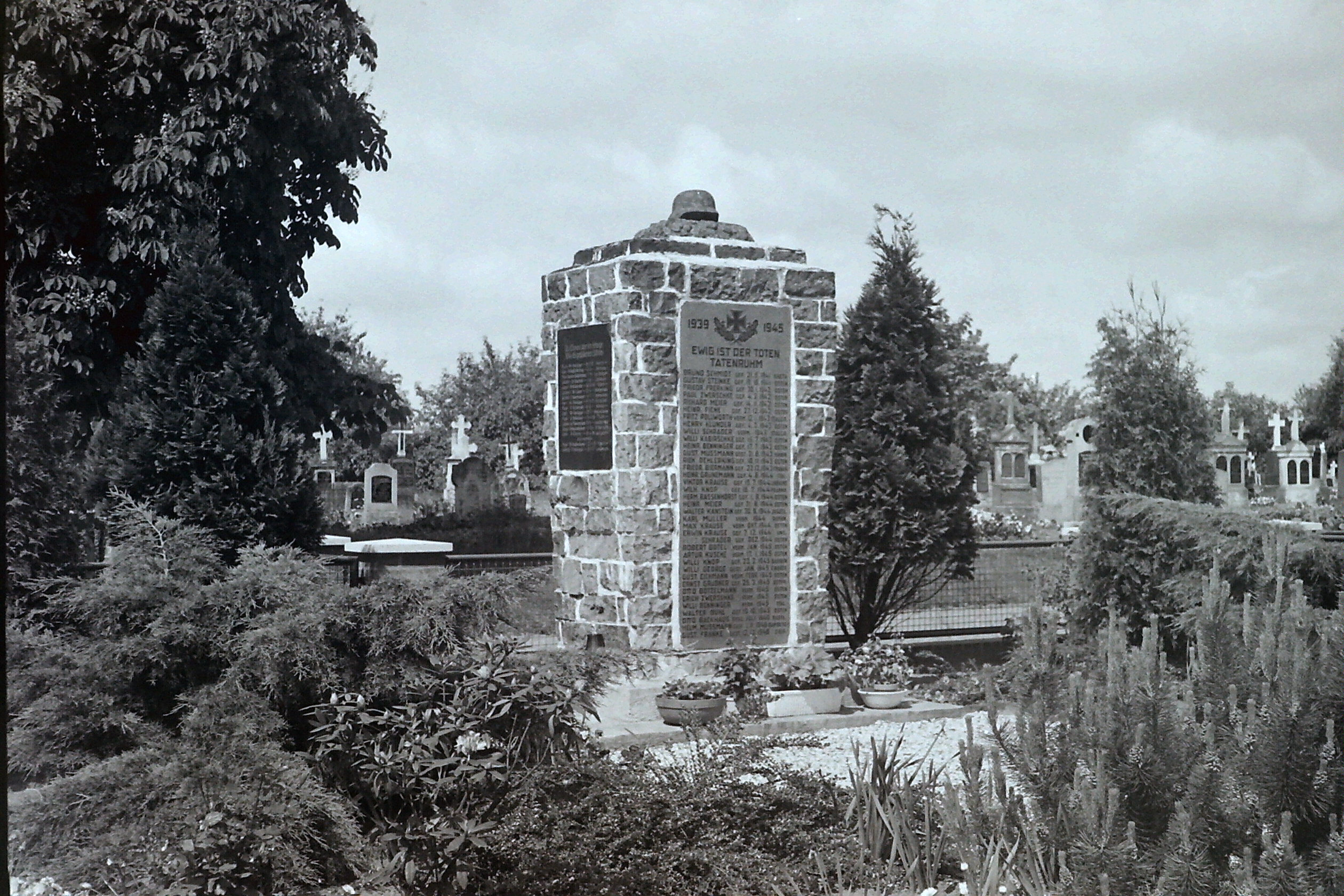
Kriegerdenkmal

## Wirtschaft und Infrastruktur
Im 20. Jahrhundert wandelte sich das von Getreideanbau und Viehzucht geprägte Bauerndorf zunehmend in eine Wohnortschaft. Heute, 2007, gibt es zwölf landwirtschaftliche Voll- und Nebenerwerbsstellen. Weniger als 20 % der berufstätigen Einwohner sind in der Land- und Forstwirtschaft tätig.